# Mecaenichthys
Mecaenichthys is een monotypisch geslacht van straalvinnige vissen uit de familie van rifbaarzen of koraaljuffertjes (Pomacentridae).

## Soort
- Mecaenichthys immaculatus (Ogilby, 1885)